# Dogs (banda francesa)
Los Dogs (o The Dogs) fueron un grupo musical de rock francés formado en Ruan en 1973. Practicaban un rock de garaje que anticipó la llegada del punk rock, movimiento con el cual tuvieron cierta conexión. Liderados por el cantante y guitarrista Dominique Laboubée, se mantuvieron activos hasta el fallecimiento de este en el año 2002, siendo uno de los grupos de rock más prestigiosos en su país de origen. 

## Biografía
El grupo se forma en verano de 1973 en Ruan, Normandía, compuesto por Dominique Laboubée (voz, guitarra), su amigo Michel Gross «Mimi» (batería), Paul Peschenaert  (guitarra) y François Camuzeaux «Zox» (bajo). Comenzaron haciendo versiones de canciones de los Flamin’ Groovies, los Kinks y Velvet Underground, pero pronto pasaron a escribir sus propias composiciones personales en inglés. Los primeros conciertos tuvieron lugar en el casino de Saint-Valery-en-Caux y diversos lugares de la costa normanda.
En 1974, los Dogs fueron al Golf Drouot de París (una famosa discoteca rock conocida como «Temple du rock»), donde su aparición causó cierto impacto. En esta ocasión, el célebre crítico Philippe Manoeuvre escribió con entusiasmo el primer artículo laudatorio sobre los Dogs en la revista musical Rock & Folk sobre este famoso concierto. Otros conciertos tuvieron lugar como teloneros de Little Bob Story, en la época otros ilustres representantes de la escena roquera normanda.
En 1976, Paul Peschenaert y Zox dejaron el grupo. El grupo se redujo a terceto, con la entrada de Hugues Urvoy de Porzampac como bajista, cuya experiencia se reducía a una semana de ensayos, sabiendo tocar tan sólo la canción «Oh Yeah» de The Shadows Of Knight.
En la tienda de discos Mélodies Massacre, en Ruan, conocieron a Jean-Yves Garcin (guitarra), que se convirtió en el cuarto miembro. En marzo de 1977, el propietario de dicha tienda, Lionel Hermani, pidió al grupo que escribieran una canción para promocionarla. Así fue como llegó su primer disco, que grabaron en junio de 1977 en el sótano de la casa de Hermani, con una grabadora TEAC de 4 pistas y unos pocos micrófonos, sin tener ni idea de grabar. El resultado fue el EP Charlie was a good boy, del cual se imprimieron 3.500 copias, algunas de las cuales fueron distribuidas por Skydog Records, si bien bajo el sello Mélodies Massacre. Las copias se vendieron rápidamente.
El punk entre tanto había explotado en el Reino Unido y los Dogs fueron asociados pronto a dicho movimiento, con el que tenían varios puntos de contacto. De algún modo su EP llegó a hacerse conocido en Inglaterra y una de sus canciones, «19», fue incluida en el legendario recopilatorio Streets del sello independiente británico Beggars Banquet Records (publicado en noviembre de 1977).
En febrero de 1978, los Dogs fueron teloneros de The Jam en un concierto, pero Jean-Yves Garcin no pudo participar a causa de su trabajo; como el grupo tocó sin él, Garcin decidió dejar al grupo, que continuó como terceto. 
Entre tanto, las buenas ventas del primer disco permitieron grabar el segundo en mejores conciciones, con 16 pistas y en unos estudios de París: se trata del maxisencillo Go where you want to go, que incluía cinco canciones, y se publicó en junio de 1978, de nuevo en el sello Mélodies Massacre.
Poco después firmaron un contrato con el sello Phonogram y pronto pudieron grabar su primer álbum, Different, que se editó en verano de 1979, con el que comenzaron a cosechar éxitos de mayor envergadura, estableciéndose como uno de los grupos de rock franceses más importantes, no tanto en cuanto a las ventas cuanto por su prestigio e influencia (han sido reivindicados, por ejemplo, por los Thugs).
En los siguientes años, la actividad del grupo se desarrolló básicamente en Francia, Europa y Japón; editaron una decena de álbumes de estudio, manteniendo a lo largo de los años su personal estilo con independencia de los cambios de la moda. 
Dominique Laboubée también realizó diversas colaboraciones (entre otras, en el álbum de Louise Féron), producciones y composiciones para otros artistas (Cesium, Tony Truant, Chainsaw...).
El 9 de octubre de 2002, Dominique Laboubée, creador, cantante, guitarrista y compositor del grupo, en el curso de una gira por los Estados Unidos, falleció por cáncer en Worcester, Massachusetts, a la edad de 45 años. Desde el 12 de julio de 2007, la plaza de Ruan en la rue Massacre situada delante de la antigua tienda de discos Mélodie Massacre lleva su nombre: «Place  Dominique  Laboubée,  auteur-compositeur, 1957-2002».
En 2006 apareció en Francia una recopilación de 22 relatos, Stories of The Dogs - Histoires pour Dominique, en homenaje a Dominique Laboubée y los Dogs (Éditions Krakoen).
Paralelamente, el homenaje se completó con la publicación de un doble CD de 48 grabaciones del repertorio de los Dogs, titulado Stories Of The Dogs - Songs For Dominique.

## Discografía
- EP Charly was a good boy (Mélodies Massacre,  MM 45001, 1977; grabado en junio). Temas: «Charlie was a good boy», «No way», «19».
- «19» en el LP recopilatorio Streets (Reino Unido, Beggars Banquet, BEGA 1, 11/77).
- 12” EP Go where you wanna go (Mélodies Massacre MM 8135, 6/78). Temas: «Teenage fever», «Go where you wanna go», «Here comes my baby», «My life», «You're gonna loose me».
- «Here comes my babe» en el LP recopilatorio francés Skydog commando (Skydog Records SGSC 0018, 10/78).
- «Gotta tell her» en el EP recopilatorio French rock mania (Philips 6837568, 6/79).
- LP Different (Phonogram - Philips 9101 234, 7/79). Reeditado en España por el sello Marilyn en 1986.
- «I'm real» y «Boris the spider» en el LP recopilatorio French rock mania (Philips 6444 746, 9/79, grabado en directo también en septiembre).
- single «Cette ville est un enfer» / «Trouble fête» (Philips 6010 295 o 6837 662, 10/80).
- LP Walking shadows (Phonogram - Philips 6313 058, 10/80).
- single «Shakin' with Linda» / «Dog walk» (Epic EPC A 2289, 4/82).
- LP Too much class for the neighbourhood (Epic CBS EPC 85741, 4/82).
- single «M.A.U.R.E.E.N.» / «Legendary lovers» (Epic EPC A 3760, 1983).
- LP Legendary lovers (Epic EPC 25716, 1983).
- single Secrets (Epic EPC 4110, 1984).
- single Mon coeur bat encore (Epic EPC 4733, 1984).
- LP Shout (Epic EPC 26530, 1985).
- LP More, more, more (Epic EPC 26950, 1986).
- single Back on my mind (Epic EPC A 7076, 1986).
- LP Shakin' with the dogs (1987, recopilación)
- LP A million ways of killing time (New Rose, 1988)
- CD Three is a crowd (Skydog / Mélodie, 1993)
- CD Four of a kind (Hacienda, 1998)
- CD A different kind (Hacienda, 1999)
- 2 CD Short, fast & tight (Hacienda, 2001)

## Miembros originales
- Dominique Laboubée (cantante, guitarrista)
- Paul Peschenaert  (guitarra)
- François Camuzeaux (Zox) (bajo)
- Michel Gross (batería)

## Otros miembros
- Bruno Lefaivre (batería, 1988-2002)
- Antoine Masy-Perrier (guitarra - 1981-1992)
- Christian Rosset (bajo, 1988-2002)
- Hugues Urvoy De Portzamparc (bajo, 1977-1987)
- Laurent Ciron (guitarra, 1996-2002)
- Jean-Yves Garin (guitarra, 1977-1978)